# 小山セリノ
小山 セリノ（こやま せりの、1961年5月11日 - ）は、主に1970年代後期に活動していた日本の元歌手、元タレント。
所属していた事務所は「エイプリルミュージック」。

## 来歴・人物
母は歌手、女優の丹下キヨ子。デビューした当時「丹下キヨ子の娘」ということで話題になったことがあった。ブラジル生まれだが、日本語しか話すことが出来ないという。三人姉妹の三女で、一番上の姉（長女）はブラジルで俳優、和太鼓奏者として活動している丹下セツ子。長女と次女の間に兄が居たが生後すぐに亡くなっており、実質三人姉妹で育った。本人は自分の一家を「先祖代々の女系家族」と語っている。
公表していたサイズは身長159cm、B86cm、W58cm、H87cm（1978年当時）。血液型はO型。趣味・特技は香水集め、長電話、モダンバレエ、テニス。天地真理ファンを公言していた。青蘭学院高等学校（現・青稜高等学校）卒業。中学生時から芸能活動を始め、高校1年生時の1978年3月21日、シングル『ツー・ツー・ツー』で歌手デビュー。
歌手活動は1978年中にシングル2枚をリリースした後停止、後に1979年1月5日スタートのテレビドラマ『燃えろアタック』（テレビ朝日）にレギュラー出演していたが、同作は1979年10月頃に途中降板、その後月刊「映画ファン」（映画世界社）1980年11月号に掲載された本人のグラビアページにおいては「すでに引退してある会社に勤務」していると紹介されている。この雑誌と週刊プレイボーイ1980年10月28日号内の本人のグラビアページにおいては「これ限りの特別出演」として掲載に応じている。
2018年11月22日より映像コンテンツ権利処理機構と連絡が取れないと掲載されている。

## ディスコグラフィー

### シングル
| 発売日        | レーベル  | 面 | タイトル                   | 作詞     | 作曲     | 編曲     |
| ------------- | --------- | -- | -------------------------- | -------- | -------- | -------- |
| 1978年3月21日 | CBSソニー | A  | ツー・ツー・ツー           | 島武実   | 穂口雄右 | 穂口雄右 |
| 1978年3月21日 | CBSソニー | B  | ナルシスの丘               | 島武実   | 穂口雄右 | 高田弘   |
| 1978年8月     | CBSソニー | A  | ボーイハント'78            | 森雪之丞 | 森雪之丞 | 高田弘   |
| 1978年8月     | CBSソニー | B  | オー・マイ・センチメンタル | 森雪之丞 | 森雪之丞 | 高田弘   |

### アルバム
- アイドル・ミラクルバイブルシリーズ 77・78 Girls 久木田美弥・小山セリノ・久我直子（2013年6月30日／DQCL-496）[10]
  - 以上のシングルのA・B面曲全てを収録。

## 出演

### テレビドラマ
- 未来からの挑戦（NHK総合）- 楠本和美 役
- あの手この手お隣りさん!（テレビ朝日、東宝）- 新井冬子 役
- コメディー公園通り『愛1つ恋5つ』（NHK総合）
- 燃えろアタック（テレビ朝日、東映）- 根本リカ 役（第1話から途中第38話まで出演、クレジット上では第43話まで表記）

### バラエティ
- 象印ヒット作戦 1!2!3!（テレビ朝日）- 橋本テツヤと共に司会。
- ぎんざNOW!（TBS）- アシスタント